# Croatian International 2009
Die Croatian International 2009 fanden in Zagreb vom 5. bis zum 8. März 2009 statt. Der Referee war Marcel Schormans aus den Niederlanden. Das Preisgeld betrug 5.000 US-Dollar, wodurch das Turnier in das BWF-Level 4B eingeordnet wurde. Es war die 11. Austragung dieser internationalen Meisterschaften von Kroatien im Badminton.

## Austragungsort
- Dom sportova, Trg Krešimira Ćosića 11

## Sieger und Platzierte
| Disziplin    | Gold                                     | Silber                         | Bronze                                |
| ------------ | ---------------------------------------- | ------------------------------ | ------------------------------------- |
| Herreneinzel | Peter Mikkelsen                          | Jan Vondra                     | Markus Heikkinen                      |
| Herreneinzel | Peter Mikkelsen                          | Jan Vondra                     | Luka Petrič                           |
| Dameneinzel  | Anita Raj Kaur                           | Tatjana Bibik                  | Carola Bott                           |
| Dameneinzel  | Anita Raj Kaur                           | Tatjana Bibik                  | Špela Silvester                       |
| Herrendoppel | Mads Conrad-Petersen Mads Pieler Kolding | Naoki Kawamae Shoji Sato       | Mao Hong Wen Yue                      |
| Herrendoppel | Mads Conrad-Petersen Mads Pieler Kolding | Naoki Kawamae Shoji Sato       | Jakub Bitman Zvonimir Đurkinjak       |
| Damendoppel  | Ezgi Epice Claudia Vogelgsang            | Matea Čiča Andrea Žvorc        | Sabrina Jaquet Huwaina Razi           |
| Damendoppel  | Ezgi Epice Claudia Vogelgsang            | Matea Čiča Andrea Žvorc        | Monika Fischer Sari Megawati Gustiani |
| Mixed        | Zvonimir Đurkinjak Staša Poznanović      | Konstantin Dobrev Maya Dobreva | Iztok Utroša Maja Tvrdy               |
| Mixed        | Zvonimir Đurkinjak Staša Poznanović      | Konstantin Dobrev Maya Dobreva | Joe Morgan Kerry Ann Sheppard         |

## Finalergebnisse
| Disziplin    | Sieger                                   | Finalist                       | Ergebnis          |
| ------------ | ---------------------------------------- | ------------------------------ | ----------------- |
| Herreneinzel | Peter Mikkelsen                          | Jan Vondra                     | 23:21 21:6        |
| Dameneinzel  | Anita Raj Kaur                           | Tatyana Bibik                  | 19:21 21:12 21:12 |
| Herrendoppel | Mads Conrad-Petersen Mads Pieler Kolding | Naoki Kawamae Shoji Sato       | 21:15 21:19       |
| Damendoppel  | Ezgi Epice Claudia Vogelgsang            | Matea Čiča Andrea Žvorc        | 20:22 21:14 21:9  |
| Mixed        | Zvonimir Đurkinjak Staša Poznanović      | Konstantin Dobrev Maya Dobreva | 21:13 17:21 21:9  |